# Braunsapis indica
Braunsapis indica är en biart som beskrevs av Reyes 1991. Braunsapis indica ingår i släktet Braunsapis och familjen långtungebin. Inga underarter finns listade.